# Ezio Cernich
Ezio Cernich (Udine, 1º luglio 1934 – Udine, 10 aprile 1992) è stato un cestista, allenatore di pallacanestro e dirigente sportivo italiano.

## Carriera
Giocò con le maglie del CUS Roma, dell'APU Udine e della Goriziana. Fece la storia del basket udinese, non solo giocando e allenando nel'APU, ma divenendone in seguito anche direttore sportivo e dirigente.
Da allenatore guidò la Nazionale femminile nel 1977, collezionando 13 vittorie e 2 sconfitte.